# Districtul Liezen
 Districtul Liezen  avea în anul 2009 o populație de 80.535  loc., ocupă suprafața de 3.270,37 km², fiind situat în nord-vestul  landului Steiermark din Austria. Liezen este ca întindere cel mai mare district din Austria.

## Localitățile districtului
Districtul este subîmpărțit în 3 regiuni (Liezen, Bad Aussee și Gröbming), el cuprinde 51 comune, cinci orașe și unsprezece târguri, nr. de locuitori apare în paranteză.

### Liezen
| Orașe - Liezen (Ungültiger Metadaten-Schlüssel 61223Kategorie:Wikipedia:Fehler in Vorlage Metadaten Einwohnerzahl#Ungültiger Metadaten-Schlüssel 61223) - Rottenmann (Ungültiger Metadaten-Schlüssel 61238Kategorie:Wikipedia:Fehler in Vorlage Metadaten Einwohnerzahl#Ungültiger Metadaten-Schlüssel 61238) - Trieben (3387) Târguri - Admont (Ungültiger Metadaten-Schlüssel 61201Kategorie:Wikipedia:Fehler in Vorlage Metadaten Einwohnerzahl#Ungültiger Metadaten-Schlüssel 61201) - Altenmarkt bei Sankt Gallen (817) - Gaishorn am See (Ungültiger Metadaten-Schlüssel 61210Kategorie:Wikipedia:Fehler in Vorlage Metadaten Einwohnerzahl#Ungültiger Metadaten-Schlüssel 61210) - Irdning (Ungültiger Metadaten-Schlüssel 61218Kategorie:Wikipedia:Fehler in Vorlage Metadaten Einwohnerzahl#Ungültiger Metadaten-Schlüssel 61218) - Sankt Gallen (Ungültiger Metadaten-Schlüssel 61239Kategorie:Wikipedia:Fehler in Vorlage Metadaten Einwohnerzahl#Ungültiger Metadaten-Schlüssel 61239) - Stainach (Ungültiger Metadaten-Schlüssel 61244Kategorie:Wikipedia:Fehler in Vorlage Metadaten Einwohnerzahl#Ungültiger Metadaten-Schlüssel 61244) - Weißenbach an der Enns (Ungültiger Metadaten-Schlüssel 61248Kategorie:Wikipedia:Fehler in Vorlage Metadaten Einwohnerzahl#Ungültiger Metadaten-Schlüssel 61248) | - Aigen im Ennstal (2637) - Ardning (1227) - Donnersbach (Ungültiger Metadaten-Schlüssel 61208Kategorie:Wikipedia:Fehler in Vorlage Metadaten Einwohnerzahl#Ungültiger Metadaten-Schlüssel 61208) - Donnersbachwald (Ungültiger Metadaten-Schlüssel 61209Kategorie:Wikipedia:Fehler in Vorlage Metadaten Einwohnerzahl#Ungültiger Metadaten-Schlüssel 61209) - Gams bei Hieflau (Ungültiger Metadaten-Schlüssel 61211Kategorie:Wikipedia:Fehler in Vorlage Metadaten Einwohnerzahl#Ungültiger Metadaten-Schlüssel 61211) - Hall (Ungültiger Metadaten-Schlüssel 61216Kategorie:Wikipedia:Fehler in Vorlage Metadaten Einwohnerzahl#Ungültiger Metadaten-Schlüssel 61216) - Johnsbach (Ungültiger Metadaten-Schlüssel 61219Kategorie:Wikipedia:Fehler in Vorlage Metadaten Einwohnerzahl#Ungültiger Metadaten-Schlüssel 61219) - Landl (Ungültiger Metadaten-Schlüssel 61221Kategorie:Wikipedia:Fehler in Vorlage Metadaten Einwohnerzahl#Ungültiger Metadaten-Schlüssel 61221) - Lassing (1722) - Oppenberg (Ungültiger Metadaten-Schlüssel 61229Kategorie:Wikipedia:Fehler in Vorlage Metadaten Einwohnerzahl#Ungültiger Metadaten-Schlüssel 61229) - Palfau (Ungültiger Metadaten-Schlüssel 61230Kategorie:Wikipedia:Fehler in Vorlage Metadaten Einwohnerzahl#Ungültiger Metadaten-Schlüssel 61230) - Pürgg-Trautenfels (Ungültiger Metadaten-Schlüssel 61235Kategorie:Wikipedia:Fehler in Vorlage Metadaten Einwohnerzahl#Ungültiger Metadaten-Schlüssel 61235) - Selzthal (1551) - Tauplitz (Ungültiger Metadaten-Schlüssel 61245Kategorie:Wikipedia:Fehler in Vorlage Metadaten Einwohnerzahl#Ungültiger Metadaten-Schlüssel 61245) - Treglwang (Ungültiger Metadaten-Schlüssel 61246Kategorie:Wikipedia:Fehler in Vorlage Metadaten Einwohnerzahl#Ungültiger Metadaten-Schlüssel 61246) - Weißenbach bei Liezen (Ungültiger Metadaten-Schlüssel 61249Kategorie:Wikipedia:Fehler in Vorlage Metadaten Einwohnerzahl#Ungültiger Metadaten-Schlüssel 61249) - Weng im Gesäuse (Ungültiger Metadaten-Schlüssel 61250Kategorie:Wikipedia:Fehler in Vorlage Metadaten Einwohnerzahl#Ungültiger Metadaten-Schlüssel 61250) - Wildalpen (466) - Wörschach (1139) |

|  |

### Bad Ausee
| Orașe - Bad Aussee (4862) Târguri - Bad Mitterndorf (Ungültiger Metadaten-Schlüssel 61226Kategorie:Wikipedia:Fehler in Vorlage Metadaten Einwohnerzahl#Ungültiger Metadaten-Schlüssel 61226) | Comune - Altaussee (1888) - Grundlsee (1190) - Pichl-Kainisch (Ungültiger Metadaten-Schlüssel 61233Kategorie:Wikipedia:Fehler in Vorlage Metadaten Einwohnerzahl#Ungültiger Metadaten-Schlüssel 61233) |

|  |

### Groebming
| Orașe - Schladming (Ungültiger Metadaten-Schlüssel 61242Kategorie:Wikipedia:Fehler in Vorlage Metadaten Einwohnerzahl#Ungültiger Metadaten-Schlüssel 61242) Târguri - Gröbming (3038) - Haus (2427) - Öblarn (Ungültiger Metadaten-Schlüssel 61228Kategorie:Wikipedia:Fehler in Vorlage Metadaten Einwohnerzahl#Ungültiger Metadaten-Schlüssel 61228) | Comune - Aich (Ungültiger Metadaten-Schlüssel 61202Kategorie:Wikipedia:Fehler in Vorlage Metadaten Einwohnerzahl#Ungültiger Metadaten-Schlüssel 61202) - Gössenberg (Ungültiger Metadaten-Schlüssel 61212Kategorie:Wikipedia:Fehler in Vorlage Metadaten Einwohnerzahl#Ungültiger Metadaten-Schlüssel 61212) - Großsölk (Ungültiger Metadaten-Schlüssel 61214Kategorie:Wikipedia:Fehler in Vorlage Metadaten Einwohnerzahl#Ungültiger Metadaten-Schlüssel 61214) - Kleinsölk (Ungültiger Metadaten-Schlüssel 61220Kategorie:Wikipedia:Fehler in Vorlage Metadaten Einwohnerzahl#Ungültiger Metadaten-Schlüssel 61220) - Michaelerberg (Ungültiger Metadaten-Schlüssel 61224Kategorie:Wikipedia:Fehler in Vorlage Metadaten Einwohnerzahl#Ungültiger Metadaten-Schlüssel 61224) - Mitterberg (Ungültiger Metadaten-Schlüssel 61225Kategorie:Wikipedia:Fehler in Vorlage Metadaten Einwohnerzahl#Ungültiger Metadaten-Schlüssel 61225) - Niederöblarn (Ungültiger Metadaten-Schlüssel 61227Kategorie:Wikipedia:Fehler in Vorlage Metadaten Einwohnerzahl#Ungültiger Metadaten-Schlüssel 61227) - Pichl-Preunegg (Ungültiger Metadaten-Schlüssel 61232Kategorie:Wikipedia:Fehler in Vorlage Metadaten Einwohnerzahl#Ungültiger Metadaten-Schlüssel 61232) - Pruggern (Ungültiger Metadaten-Schlüssel 61234Kategorie:Wikipedia:Fehler in Vorlage Metadaten Einwohnerzahl#Ungültiger Metadaten-Schlüssel 61234) - Ramsau am Dachstein (2800) - Rohrmoos-Untertal (Ungültiger Metadaten-Schlüssel 61237Kategorie:Wikipedia:Fehler in Vorlage Metadaten Einwohnerzahl#Ungültiger Metadaten-Schlüssel 61237) - Sankt Martin am Grimming (Ungültiger Metadaten-Schlüssel 61240Kategorie:Wikipedia:Fehler in Vorlage Metadaten Einwohnerzahl#Ungültiger Metadaten-Schlüssel 61240) - Sankt Nikolai im Sölktal (Ungültiger Metadaten-Schlüssel 61241Kategorie:Wikipedia:Fehler in Vorlage Metadaten Einwohnerzahl#Ungültiger Metadaten-Schlüssel 61241) |

|  |